# Nedernora
Nedernora är en by i Stora Skedvi socken, Säters kommun. Byns centrala del består av tätbebyggelse som bildar småort, Uppbo och Nedernora, tillsammans med motsvarande i Uppbo. Nedernora ligger längs vägen från Uppbo mot Långshyttan och Arkhyttan.